# Moutabea arianiae
Moutabea arianiae är en jungfrulinsväxtart som beskrevs av Jans.-jac. och Maas. Moutabea arianiae ingår i släktet Moutabea och familjen jungfrulinsväxter. Inga underarter finns listade i Catalogue of Life.